# Saliña Abou
Saliña Abou, Salinja Abou – osada (buurt)  w dzielnicy Saliña miasta Willemstad, w dystrykcie Willemstad, w kraju autonomicznym Curaçao, należącym do Holandii, w Ameryce Południowej. 20 października 2023 r. liczyła 655 mieszkańców.  